# Верхнеяшкульское сельское муниципальное образование
Верхнеяшкульское сельское муниципальное образование — сельское поселение в Целинном районе Калмыкии. СМО объединяет два населённых пункта - посёлки Верхний Яшкуль (административный центр) и Тарата.

## История
Верхнеяшкульский сельсовет был образован в составе Центрального улуса Калмыкии в 1930-е годы. С 1938 по 1943 входил в состав Троицкого улуса Калмыцкой АССР. Вновь образован в 1968 году. .

## География
СМО расположено в западной части Целинного района в пределах Ергенинской возвышенности.
СМО граничит:
- на востоке и юге - с Троицким СМО
- на юго-западе - с Хар-Булукским СМО
- на западе - с Чагортинским СМО
- на северо-западе и севере - с Найнтахинским СМО

Общая площадь земель в границах СМО составляет 24637га, в том числе: земли сельхозназначения - 23285 га (пашня - 8555 га, пастбища - 14730 га)
Границы СМО установлены Законом Республики Калмыкия от 25 декабря 2002 года № 274-II-З "Об установлении границ территории Верхнеяшкульского сельского муниципального образования Республики Калмыкия"
На территории СМО расположен памятник природы республиканского значения - "Санаторная роща".

## Население
| 2002 | 2010 | 2011 | 2012 | 2013 | 2014 | 2015 |
| ---- | ---- | ---- | ---- | ---- | ---- | ---- |
| 762  | ↘622 | ↗623 | ↘606 | ↘594 | ↘559 | ↘547 |
| 2016 | 2017 | 2018 | 2019 | 2020 | 2021 |      |
| ↘530 | ↘518 | ↘492 | ↘491 | ↘452 | ↘357 |      |

Численность населения, постоянно проживающего на территории СМО, по состоянию на 01.10.2011 года составляет 621 человек, в том числе в возрасте: моложе трудоспособного - 124 чел., трудоспособного - 403 чел., старше трудоспособного - 94 чел. 
Уровень миграционной убыли населения превышает естественный прирост почти в 3 раза. Из-за этого численность населения СМО за последние 10 лет снизилась на 1/3.

### Национальный состав
Калмыки - 451 чел. (73 %), русские - 125 чел. (20 %), чеченцы - 9 чел. (1,5 %), украинцы - 9 чел. (1,5 %)  и прочие национальности (белорусы, грузины, казахи, кабардинцы, карачаевцы, китайцы, лезгины, немцы, молдаване, таджики) - 27 чел. (4 %).

## Состав сельского поселения
| № | Населённый пункт | Тип населённого пункта          | Население |
| - | ---------------- | ------------------------------- | --------- |
| 1 | Верхний Яшкуль   | посёлок, административный центр | ↗582      |
| 2 | Тарата           | посёлок                         | ↗47       |

## Экономика
В экономической специализации поселения определяющее значение занимает агропромышленный комплекс, представленный мясным животноводством и мясо-шерстным овцеводством.
На территории СМО по состоянию на 01.01.2011 года осуществляют хозяйственную деятельность: 15 крестьянско-фермерских хозяйств, 70 личных подсобных хозяйств, 1 индивидуальный предприниматель, осуществляющий торговую деятельность.
На территории СМО расположен Верхнеяшкульскимй водозабор.